# Saint-Pierre-de-Colombier

Saint-Pierre-de-Colombier este o comună în departamentul Ardèche din sud-estul Franței. În 1 ianuarie 2022 avea o populație de 443 de locuitori.